# Мала Хвороща
Мала́ Хвороща — село в Україні, у Самбірському районі Львівської області. Входить до складу Новокалинівської міської громади.

## Історія
У 1720-х роках був збудований жіночий монастир. Закрився у 1750-х роках. На його місці була збудована Церква святих апостолів Петра і Павла. Двічі на рік у церкві проходить служба.
7.5.1946 в Дублянському районі перейменували хутір Хвороща Мала Луківської сільської Ради на хутір Мала Хвороща.

## Сучасність

Мала Хвороща на мапі сільської ради

Село нежиле, але з обліку не зняте.